# Campionato nordamericano femminile under 20 di pallavolo 2008
Il campionato nordamericano femminile under 20 di pallavolo 2008 si è svolto dal 22 al 27 luglio 2008 a Saltillo, in Messico: al torneo hanno partecipato otto squadre nazionali Under-20 nordamericane e la vittoria finale è andata per la quarta volta, la terza consecutiva, agli Stati Uniti.

## Impianti
|                                                                             |  |  |
|                                                                             |  |  |
| Gimnasio Manuel de Jesús Morales Città: Saltillo Capienza: Anno d'apertura: |  |  |

## Regolamento

### Formula
Le squadre hanno disputato una prima fase a gironi con formula del girone all'italiana; al termine della prima fase:
- Le prime tre classificate di ogni girone hanno acceduto alla fase finale per il primo posto, strutturata in quarti di finale, a cui hanno partecipato solo le seconde e le terze classificate, semifinali, finale per il terzo posto e finale.
- Le quarte classificate di ogni girone e le due eliminate ai quarti di finale della fase finale per il primo posto hanno acceduto alla fase finale per il quinto posto, strutturata in semifinale, finale per il settimo posto e finale per il quinto posto.

### Criteri di classifica
In caso di vittoria è prevista l'assegnazione di 2 punti, mentre in caso di sconfitta è prevista l'assegnazione di 1 punto.
L'ordine del posizionamento in classifica è stato definito in base a:
- Punti;
- Ratio dei punti realizzati/subiti;
- Ratio dei set vinti/persi;
- Risultati degli scontri diretti.

## Squadre partecipanti
| Squadra           | Qualificazione      | Ultima partecipazione |
| ----------------- | ------------------- | --------------------- |
| Canada            | -                   | Messico 2006          |
| Costa Rica        | -                   | Messico 2006          |
| Cuba              | -                   | Messico 2006          |
| Messico           | Paese organizzatore | Messico 2006          |
| Porto Rico        | -                   | Messico 2006          |
| Rep. Dominicana   | -                   | Messico 2006          |
| Stati Uniti       | -                   | Messico 2006          |
| Trinidad e Tobago | -                   | Messico 2006          |

## Torneo
| Girone A        | Girone B          |
| --------------- | ----------------- |
| Canada          | Cuba              |
| Costa Rica      | Messico           |
| Rep. Dominicana | Porto Rico        |
| Stati Uniti     | Trinidad e Tobago |

### Girone A

#### Risultati
| 22 luglio 2008 Gimnasio Manuel de Jesús Morales, Saltillo Durata: 1h:54 - Spettatori: | Canada          | 3 - 2 | Costa Rica      | 25-15, 21-25, 22-25, 25-19, 15-10 |
| 22 luglio 2008 Gimnasio Manuel de Jesús Morales, Saltillo Durata: 1h:38 - Spettatori: | Rep. Dominicana | 3 - 1 | Stati Uniti     | 25-23, 24-26, 25-20, 25-17        |
| 23 luglio 2008 Gimnasio Manuel de Jesús Morales, Saltillo Durata: 1h:01 - Spettatori: | Stati Uniti     | 3 - 0 | Costa Rica      | 25-12, 25-14, 25-11               |
| 23 luglio 2008 Gimnasio Manuel de Jesús Morales, Saltillo Durata: 1h:42 - Spettatori: | Rep. Dominicana | 3 - 1 | Canada          | 27-29, 25-16, 25-15, 25-17        |
| 24 luglio 2008 Gimnasio Manuel de Jesús Morales, Saltillo Durata: 1h:04 - Spettatori: | Costa Rica      | 0 - 3 | Rep. Dominicana | 9-25, 20-25, 14-25                |
| 24 luglio 2008 Gimnasio Manuel de Jesús Morales, Saltillo Durata: 1h:34 - Spettatori: | Canada          | 1 - 3 | Stati Uniti     | 22-25, 13-25, 25-18, 21-25        |

#### Classifica
| Pos | Squadra         | Pt | G | V | P | SV | SP | Ratio | PF  | PS  | Ratio |
| --- | --------------- | -- | - | - | - | -- | -- | ----- | --- | --- | ----- |
| 1   | Rep. Dominicana | 6  | 3 | 3 | 0 | 9  | 2  | 4.500 | 276 | 206 | 1.340 |
| 2   | Stati Uniti     | 5  | 3 | 2 | 1 | 7  | 4  | 1.750 | 254 | 217 | 1.171 |
| 3   | Canada          | 4  | 3 | 1 | 2 | 5  | 8  | 0.625 | 266 | 289 | 0.920 |
| 4   | Costa Rica      | 3  | 3 | 0 | 3 | 2  | 9  | 0.222 | 174 | 258 | 0.674 |

### Girone B

#### Risultati
| 22 luglio 2008 Gimnasio Manuel de Jesús Morales, Saltillo Durata: 1h:01 - Spettatori: | Trinidad e Tobago | 0 - 3 | Cuba       | 11-25, 12-25, 7-25                |
| 22 luglio 2008 Gimnasio Manuel de Jesús Morales, Saltillo Durata: 1h:51 - Spettatori: | Porto Rico        | 3 - 1 | Messico    | 20-25, 25-20, 25-20, 25-21        |
| 23 luglio 2008 Gimnasio Manuel de Jesús Morales, Saltillo Durata: 1h:07 - Spettatori: | Trinidad e Tobago | 0 - 3 | Porto Rico | 11-25, 13-25, 15-25               |
| 23 luglio 2008 Gimnasio Manuel de Jesús Morales, Saltillo Durata: 1h:38 - Spettatori: | Messico           | 1 - 3 | Cuba       | 25-15, 11-25, 22-25, 15-25        |
| 24 luglio 2008 Gimnasio Manuel de Jesús Morales, Saltillo Durata: 2h:05 - Spettatori: | Porto Rico        | 2 - 3 | Cuba       | 25-23, 29-27, 14-25, 16-25, 10-15 |
| 24 luglio 2008 Gimnasio Manuel de Jesús Morales, Saltillo Durata: 1h:02 - Spettatori: | Trinidad e Tobago | 0 - 3 | Messico    | 14-25, 11-25, 13-25               |

#### Classifica
| Pos | Squadra           | Pt | G | V | P | SV | SP | Ratio | PF  | PS  | Ratio |
| --- | ----------------- | -- | - | - | - | -- | -- | ----- | --- | --- | ----- |
| 1   | Cuba              | 6  | 3 | 3 | 0 | 9  | 3  | 3.000 | 280 | 197 | 1.421 |
| 2   | Porto Rico        | 5  | 3 | 2 | 1 | 8  | 4  | 2.000 | 264 | 240 | 1.100 |
| 3   | Messico           | 4  | 3 | 1 | 2 | 5  | 6  | 0.833 | 234 | 223 | 1.049 |
| 4   | Trinidad e Tobago | 3  | 3 | 0 | 3 | 0  | 9  | 0.000 | 107 | 225 | 0.476 |

### Fase finale
|  | Quarti      | Quarti      |                 |      | Semifinali         | Semifinali         |  |  | Finale 1º/2º posto | Finale 1º/2º posto |
|  |             |             |                 |      |                    |                    |  |  |                    |                    |
|  |             |             |                 |      |                    |                    |  |  |                    |                    |
|  |             |             |                 |      |                    |                    |  |  |                    |                    |
|  | -           | -           |                 |      |                    |                    |  |  |                    |                    |
|  | -           | -           |                 |      |                    |                    |  |  |                    |                    |
|  | -           | -           |                 |      |                    |                    |  |  |                    |                    |
|  | -           | -           | Rep. Dominicana | 3    |                    |                    |  |  |                    |                    |
|  |             |             | Rep. Dominicana | 3    |                    |                    |  |  |                    |                    |
|  |             | Porto Rico  | 1               |      |                    |                    |  |  |                    |                    |
|  | Canada      | Porto Rico  | 1               | 0    |                    |                    |  |  |                    |                    |
|  | Canada      |             |                 | 0    |                    |                    |  |  |                    |                    |
|  | Porto Rico  | 3           |                 |      |                    |                    |  |  |                    |                    |
|  | Porto Rico  | 3           | Rep. Dominicana | 0    |                    |                    |  |  |                    |                    |
|  |             |             | Rep. Dominicana | 0    |                    |                    |  |  |                    |                    |
|  |             | Stati Uniti | 3               |      |                    |                    |  |  |                    |                    |
|  | -           | Stati Uniti | 3               | -    |                    |                    |  |  |                    |                    |
|  | -           |             |                 | -    |                    |                    |  |  |                    |                    |
|  | -           | -           |                 |      |                    |                    |  |  |                    |                    |
|  | -           | -           | Cuba            | 1    | Finale 3º/4º posto | Finale 3º/4º posto |  |  |                    |                    |
|  |             |             | Cuba            | 1    | Finale 3º/4º posto | Finale 3º/4º posto |  |  |                    |                    |
|  |             | Stati Uniti | 3               |      |                    |                    |  |  |                    |                    |
|  | Stati Uniti | Stati Uniti | 3               | 3    | Porto Rico         | 2                  |  |  |                    |                    |
|  | Stati Uniti |             |                 | 3    | Porto Rico         | 2                  |  |  |                    |                    |
|  | Messico     | 0           |                 | Cuba | 3                  |                    |  |  |                    |                    |
|  | Messico     | 0           |                 |      | 3                  |                    |  |  |                    |                    |
|  |             |             |                 |      |                    |                    |  |  |                    |                    |
|  |             |             |                 |      |                    |                    |  |  |                    |                    |

#### Quarti di finale
| 25 luglio 2008 Gimnasio Manuel de Jesús Morales, Saltillo Durata: 1h:07 - Spettatori: | Canada      | 0 - 3 | Porto Rico | 22-25, 19-25, 7-25  |
| 25 luglio 2008 Gimnasio Manuel de Jesús Morales, Saltillo Durata: 1h:10 - Spettatori: | Stati Uniti | 3 - 0 | Messico    | 25-18, 25-17, 25-21 |

#### Semifinali
| 26 luglio 2008 Gimnasio Manuel de Jesús Morales, Saltillo Durata: 1h:36 - Spettatori: | Rep. Dominicana | 3 - 1 | Porto Rico  | 25-15, 25-18, 15-25, 25-16 |
| 26 luglio 2008 Gimnasio Manuel de Jesús Morales, Saltillo Durata: 1h:31 - Spettatori: | Cuba            | 1 - 3 | Stati Uniti | 25-23, 17-25, 21-25, 19-25 |

#### Finale 3º posto
| 27 luglio 2008 Gimnasio Manuel de Jesús Morales, Saltillo Durata: 2h:19 - Spettatori: | Cuba | 3 - 2 | Porto Rico | 25-20, 27-25, 23-25, 20-25, 16-14 |

#### Finale
| 27 luglio 2008 Gimnasio Manuel de Jesús Morales, Saltillo Durata: 1h:12 - Spettatori: | Stati Uniti | 3 - 0 | Rep. Dominicana | 25-21, 25-20, 25-18 |

#### Finali 5º e 7º posto
|  | semifinali        | semifinali        | semifinali |         |        | finale 5º posto   | finale 5º posto   | finale 5º posto |  |
|  |                   |                   |            |         |        |                   |                   |                 |  |
|  | Canada            | Canada            | 3          |         |        |                   |                   |                 |  |
|  | Canada            | Canada            | 3          |         |        |                   |                   |                 |  |
|  | Trinidad e Tobago | Trinidad e Tobago | 0          |         |        |                   |                   |                 |  |
|  | Trinidad e Tobago | Trinidad e Tobago | 0          |         | Canada | Canada            | 3                 |                 |  |
|  |                   |                   |            |         | Canada | Canada            | 3                 |                 |  |
|  |                   |                   | Messico    | Messico | 2      |                   |                   |                 |  |
|  | Messico           | Messico           | Messico    | Messico | 2      | 3                 |                   |                 |  |
|  | Messico           | Messico           |            |         |        | 3                 |                   |                 |  |
|  | Costa Rica        | Costa Rica        | 0          |         |        | finale 7º posto   | finale 7º posto   | finale 7º posto |  |
|  | Costa Rica        | Costa Rica        | 0          |         |        |                   |                   |                 |  |
|  |                   |                   |            |         |        |                   |                   |                 |  |
|  |                   |                   |            |         |        | Trinidad e Tobago | Trinidad e Tobago | 0               |  |
|  |                   |                   |            |         |        | Trinidad e Tobago | Trinidad e Tobago | 0               |  |
|  |                   |                   |            |         |        | Costa Rica        | Costa Rica        | 3               |  |

##### Semifinali
| 26 luglio 2008 Gimnasio Manuel de Jesús Morales, Saltillo Durata: 0h:59 - Spettatori: | Trinidad e Tobago | 0 - 3 | Canada     | 16-25, 13-25, 11-25 |
| 26 luglio 2008 Gimnasio Manuel de Jesús Morales, Saltillo Durata: 1h:09 - Spettatori: | Messico           | 3 - 0 | Costa Rica | 25-12, 25-20, 25-17 |

##### Finale 7º posto
| 27 luglio 2008 Gimnasio Manuel de Jesús Morales, Saltillo Durata: 0h:56 - Spettatori: | Trinidad e Tobago | 0 - 3 | Costa Rica | 9-25, 13-25, 15-25 |

##### Finale 5º posto
| 27 luglio 2008 Gimnasio Manuel de Jesús Morales, Saltillo Durata: 2h:10 - Spettatori: | Canada | 3 - 2 | Messico | 18-25, 21-25, 34-32, 25-21, 15-12 |

## Classifica finale
| Pos     | Squadra           |
| ------- | ----------------- |
| Oro     | Stati Uniti       |
| Argento | Rep. Dominicana   |
| Bronzo  | Cuba              |
| 4       | Porto Rico        |
| 5       | Canada            |
| 6       | Messico           |
| 7       | Costa Rica        |
| 8       | Trinidad e Tobago |

|  |  | Qualificate al campionato mondiale 2009 |

## Premi individuali
| Premio                 | Nome              | Squadra         |
| ---------------------- | ----------------- | --------------- |
| MVP                    | Brenda Castillo   | Rep. Dominicana |
| Miglior realizzatrice  | Stephanie Enright | Porto Rico      |
| Miglior attaccante     | Lisvel Eve        | Rep. Dominicana |
| Miglior Muro           | Rebecca Pavan     | Canada          |
| Miglior servizio       | Michelle Bartsch  | Stati Uniti     |
| Miglior palleggiatrice | Niverka Marte     | Rep. Dominicana |
| Miglior ricevitrice    | Brenda Castillo   | Rep. Dominicana |
| Miglior difesa         | Brenda Castillo   | Rep. Dominicana |
| Miglior libero         | Brenda Castillo   | Rep. Dominicana |
| Rising Star            | Samantha Bricio   | Messico         |